# Formas de diversão no Brasil no século XIX
As reuniões domésticas eram uma forma de passar o tempo, e nelas aconteciam as "leituras". Escolhiam-se um livro e um dos participantes lia histórias em voz alta para distrair os demais. As pessoas se encontravam também nos saraus, nos quais diversos tipos de músicas eram tocados e cantados como, o Samba. Nessas reuniões, as pessoas também jogavam cartas, dominó, damas e, principalmente os homens, discutiam política.